# Saigō Takamori
Saigō Takamori est un nom japonais traditionnel ; le nom de famille (ou le nom d'école), Saigō, précède donc le prénom (ou le nom d'artiste).
Saigō Takamori (西郷 隆盛, Saigō Takamori), né le 23 janvier 1828 à Kagoshima et mort le 24 septembre 1877 dans la même ville, est un samouraï japonais, considéré comme l'un des trois grands nobles de la restauration de Meiji.

## Opposition au shogunat et restauration de Meiji
Issu d'une famille de petite noblesse, il parvient à obtenir une place importante auprès de Shimazu Nariakira, daimyo du domaine de Satsuma. Son frère deviendra le maréchal et ministre d'État japonais Saigō Tsugumichi.
Son soutien à l'empereur et son opposition au shogunat, sa position pro-occidentale et son obstination lui valent d'être exilé en 1859. Mais il est rappelé en 1864 et entraîne des armées. 

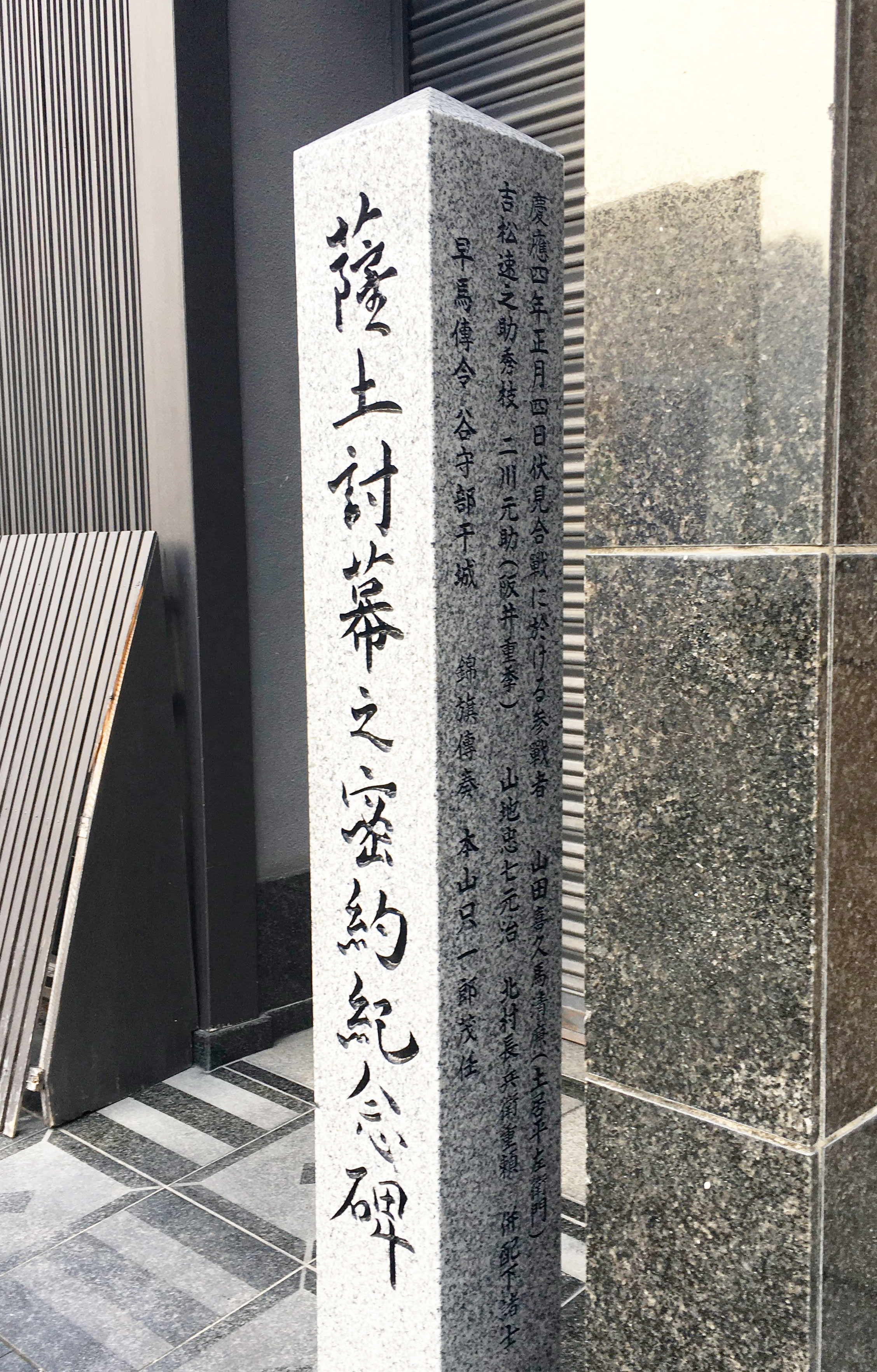
Monument de Satsu Do Toubaku no Mitsuyaku
(Gion, Kyoto, Japon).

Il devient un des fervents meneurs de la restauration de Meiji, même après l'abdication du shogun Tokugawa Yoshinobu, et mène avec succès les troupes impériales sur Edo (ancien nom de Tokyo) lors de la guerre de Boshin (1868-1869).

## Homme d'État de l'ère Meiji
Il joue dès lors un rôle important dans le gouvernement de Meiji : il est notamment l'un des principaux responsable de la réforme territoriale due à l'abolition du système han. Il est de facto à la tête du gouvernement pendant la durée de la mission Iwakura de 1871-1873. Il modernise l'armée en instaurant la conscription mais s'oppose à la politique d'ouverture commerciale vers l'Occident. En effet, ces changements annonçaient la fin du pouvoir des samouraïs, mettant en place des structures de gouvernement civiles.

## Débat du Seikanron
En 1873, pour canaliser les révoltes vers l'extérieur et « occuper » ses samouraïs, Saigō souhaite lancer ses troupes à la conquête de la Corée, qui refuse de reconnaitre la légitimité de l'empereur et semble une proie facile. Il soumet sa proposition au gouvernement (débat du Seikanron), mais les conseillers impériaux Itō Hirobumi, Ōkubo Toshimichi et Iwakura Tomomi jugent cette option trop coûteuse et s'y opposent.

## Rébellion de Satsuma et mort
Saigō démissionne alors pour rentrer dans son pays natal, Kagoshima, où il fonde une académie militaire privée (Shigakkō). Ses disciples prennent alors le contrôle de cette région qui devient pratiquement indépendante.
Pour calmer la fronde, les conseillers gouvernementaux approchent Saigō pour lui proposer un retour à la capitale mais, au même moment (mars 1877), ses partisans s'opposent violemment au désarmement d'un arsenal local du gouvernement considéré comme une tentative de désarmement de la région. L'insurrection, menée par les troupes de Saigō contre les forces impériales, comptait près de 40 000 hommes. Pour mater ce qui sera appelé la « rébellion de Satsuma », Tokyo mobilise 70 000 hommes de l'armée de terre mais aussi des forces navales. La défaite qui s'ensuit sonne le glas des samouraïs. Acculé, Saigō est blessé au combat le 24 septembre 1877. Il décide alors de faire seppuku (suicide rituel japonais) et demande à un de ses lieutenants de l'assister (kaishakunin).
Cette guerre a fait plus de 15 000 morts, 25 000 blessés et coûté plus de 42 000 000 de yens.

Sa mort héroïque a fait la grande célébrité de Takamori Saigō. Ce dernier est reconnu comme la figure emblématique du « dernier samouraï ». Une fameuse statue en bronze de Saigō, exécutée en 1898 par Takamura Kōun, un célèbre sculpteur japonais, se trouve à Tokyo, à l'entrée sud du parc d'Ueno. Un mémorial à Takamori Saigo existe également à Kagoshima, sa terre d'origine.

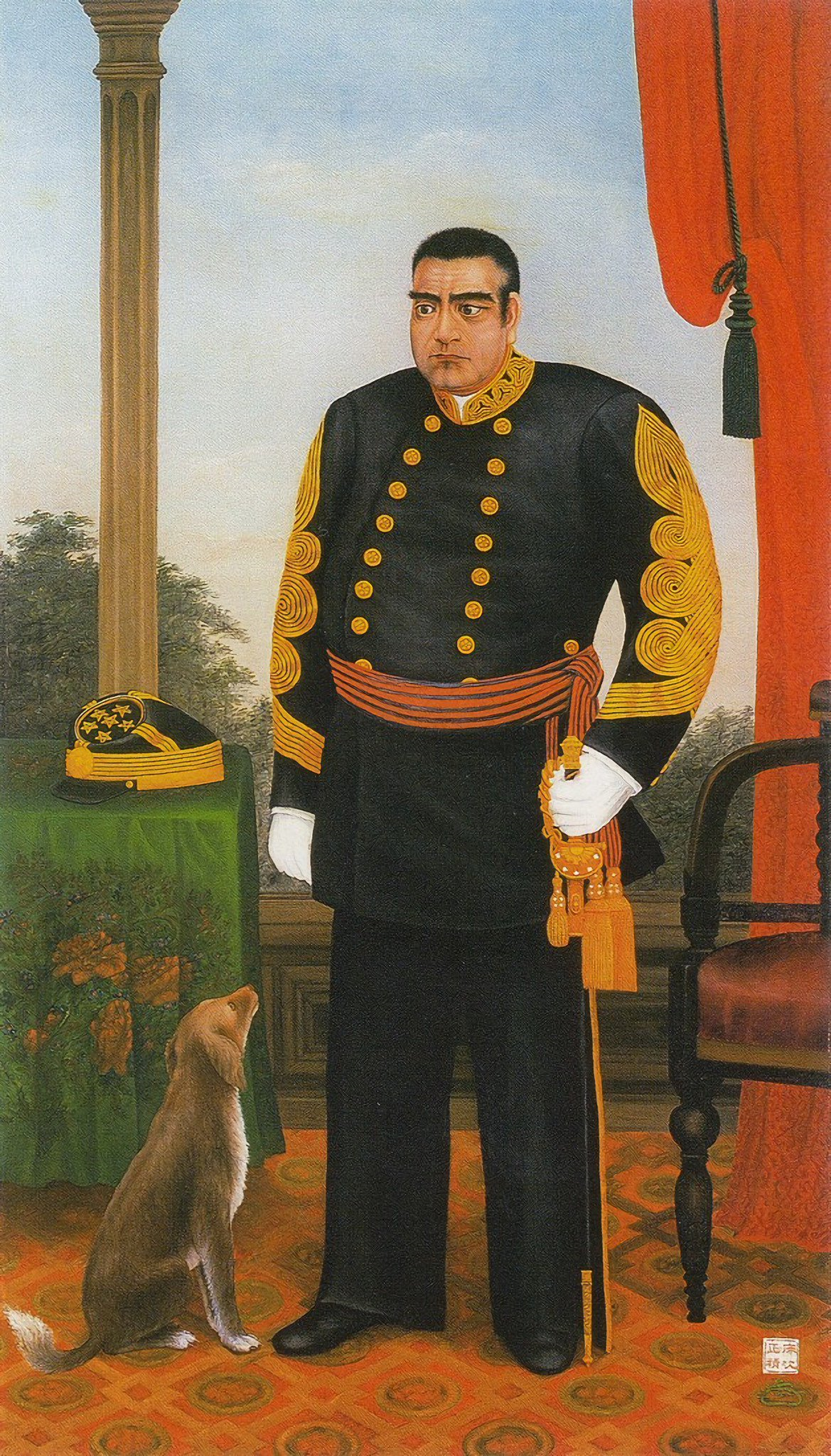
Portrait de Saigo Takamori, représentation fidèle par la connaissance Tokonami Masayoshi en 1887.

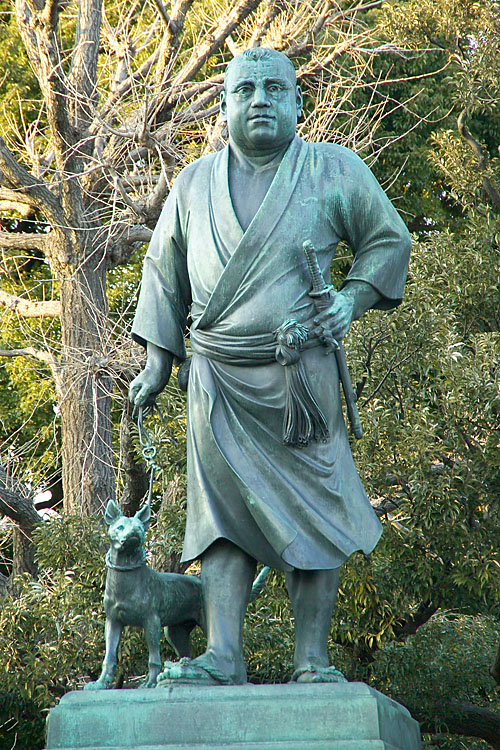
La statue de Takamori Saigō à Tōkyō.

Henri Rieunier, commandant de la marine nationale, stationné au Japon, rendit compte de façon détaillée et suivit avec attention l’insurrection de Satsuma et des troupes de Takamori Saigō. Il annonça aux autorités françaises depuis Nagasaki la fin de la guerre civile et la victoire finale des Impériaux : 

« La guerre civile est terminée. Takamori Saïgo ne pouvait plus tenir, et avait renvoyé ses partisans. Il aurait voulu passer à Shikoku où il y a beaucoup de mécontents : mais cerné sur une montagne isolée avec 400 de ses partisans, par 7000 impériaux qui les ont traqués comme des bêtes fauves, et bombardés à outrance, il a péri avec ses plus fidèles serviteurs. On dit que Saïgo Takamori déjà aux mains de soldats impériaux qui le garrottaient, avait été, selon ses instructions, décapité par les siens, avant qu’on ait pu l’enlever vivant. Saïgo Takamori a été si vite surpris qu’il n’a pas eu le temps de se brûler la cervelle.
Sa tête, celle de Kirino et plusieurs autres chefs ont été envoyées à Edo (Tokyo), comme preuve de la fin de la rébellion. Cet usage barbare montre quelle haine s’étaient voués les combattants. Ce serait le 2 ou le 3 octobre que les têtes seraient parties pour la capitale.
À ce moment, le gouvernement est dans une période de la vengeance froide et systématique. Les exécutions des chefs secondaires ont lieu dans la prison de Nagasaki.
Oyama, le sous-préfet de Kagoshima, homme très estimé, sera décapité ainsi que d’autres. »

## Culture populaire
- Saigō Takamori est interprété par Ryūtarō Tatsumi dans le film Les Derniers Samouraïs de Kenji Misumi réalisé en 1974, où il est montré avec ses partisans lors de la chute  du shogunat Tokugawa jusqu'à la rébellion de Satsuma.
- La dernière bataille de Saigō Takamori et des samouraïs en septembre 1877 sur le mont Shiroyama contre les forces du gouvernement de Meiji a servi de base historique au film Le Dernier Samouraï, sorti en 2003, avec Tom Cruise en rôle vedette.
- Saigō Takamori dans le jeu vidéo Ryu Ga Gotoku Ishin!/Like a Dragon: Ishin! apparait sous les traits de Saigō Kichinosuke.
- Il apparaît dans Rise of the ronin, mais comme beaucoup des personnages historiques, il y est montré de manière peu fidèle à la réalité.